# Zond 1
Zond 1 (ros. Зонд 1) – radziecka sonda kosmiczna (typu 3MW-1) wysłana w kierunku planety Wenus. Seria (trzech) radzieckich sond kosmicznych wysyłanych od 1964 roku w celu badania przestrzeni kosmicznej i wypróbowania techniki dalekich lotów kosmicznych. Charakterystyczną cechą tych obiektów była dwuczęściowa budowa. Składały się z dwóch zasadniczych, próżnioszczelnych członów: orbitalnego i planetarnego.

## Misja
Zond 1 została wystrzelona 2 kwietnia 1964 roku z kosmodromu Bajkonur w Kazachstanie. Masa sondy wynosiła około 890 kg. Była wyposażona w system astronawigacji (według Słońca, Ziemi i gwiazdy Canopus) i korekcyjne silniki rakietowe. Zasilanie aparatury naukowej z baterii słonecznych. Układ termoregulacji cieplnej był obliczony na pracę w różnych odległościach od Słońca. Przeznaczona do badania międzyplanetarnej przestrzeni kosmicznej została wprowadzona na orbitę parkingową, z której 3 kwietnia 1964 roku została skierowana w kierunku Wenus. Sonda została obrócona w przestrzeni i przyjęła określone położenie względem gwiazd. Na sygnał z Ziemi uruchomione zostały silniki „Sondy-1” umożliwiające zwiększenie prędkości. Manewr ten nastąpił w odległości około 560 tys. km od Ziemi. W trakcie lotu przeprowadzono dwie korekty trajektorii, przy czym drugą dokonano w odległości 13 mln km od Ziemi.
Minęła planetę 14 lipca 1964 roku w odległości 99 779 km, lecz wskutek awarii nadajnika radiowego nie przekazała żadnych danych, pozostając na orbicie heliocentrycznej. Komunikacja ze statkiem urwała się po 14 maja 1964 roku.
Jednym z przyrządów naukowych na pokładzie sondy był detektor energetycznych cząstek elementarnych przygotowany przez wydział teoretycznej i stosowanej fizyki kosmicznej Instytutu Fizyki Jądrowej imienia Skobielcyna, na Uniwersytecie Moskiewskim. Przyrządy tego typu wyniesiono również na innych radzieckich sondach typu Łuna, Mars, Wenera, Wega czy Fobos. Detektor rejestrował protony o energiach powyżej 30 MeV.

## Cele
- badania przestrzeni kosmicznej
- testy urządzeń pokładowych i łączności dalekosiężnej
- zbliżenie do Wenus